# قره‌گوز و حاجیواط

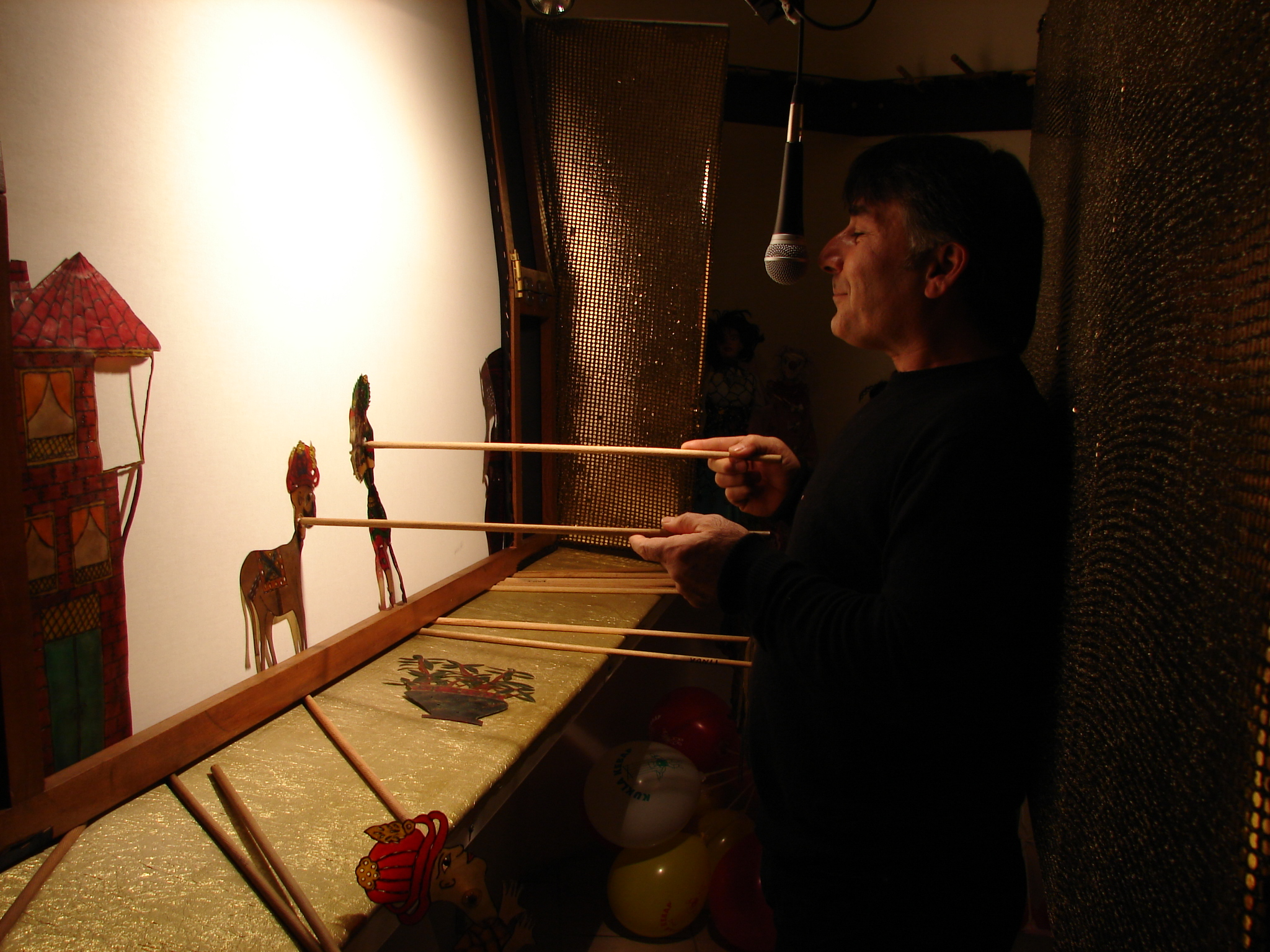
نمایی از پشت صحنهٔ یک نمایش قره‌گوز و حاجیواط - ۲۰۰۶

قره‌گوز (به ترکی استانبولی: Karagöz، ت.ت. 'چشم سیاه') و حاجی عوض (Hacı İvaz، ت.ت. 'عوض زائر'، که از حاجی عوض پاشا الهام گرفته شده است و همچنین گاهی اوقات به عنوان «حاجی عَیواض» Hacı Ayvaz یا  «حاجیواط» Hacivat نوشته می‌شود) شخصیت‌های اصلی نمایش سایه سنتی ترکی هستند که در دوران عثمانی رواج یافتند. دوره و سپس به اکثر دولت‌های ملی امپراتوری عثمانی گسترش یافت. بیشتر در ترکیه، یونان، بوسنی و هرزگوین و آجارا (جمهوری خودمختار گرجستان) برجسته است. در یونان، قره‌گوز با نام محلی خود Καραγκιόζης (Karagiozis) شناخته می‌شود. در بوسنی و هرزگوین او را با نام محلی خود Karađoz می‌شناسند.